# Spencer Hawes
Pour les articles homonymes, voir Hawes (homonymie).
Spencer Hawes est un joueur américain de basket-ball. Il est né le 28 avril 1988 à Seattle. Il mesure 2,10 m pour 104 kg et peut évoluer aux postes d'intérieur ou de pivot. Il est le neveu de Steve Hawes, lui aussi ancien joueur de NBA.

## Années au lycée
Hawes joue durant tout son cycle lycéen au poste de pivot dans l'équipe de Seattle Prep, lycée de Seattle. Il est le coéquipier de Martell Webster, lui aussi futur joueur professionnel. Durant la saison 2005-2006, Hawes guide son équipe jusqu'au titre de champion de l'État de Washington et il est nommé MVP du championnat.

## NCAA
Hawes passe une seule année en NCAA avec les Huskies de Washington dans la Pacific Ten Conference. Hawes tourne cette saison à 14,9 points, 6,4 rebonds et 1,9 passe par match tandis que les Huskies échouent en demi-finales de leur division contre les Cougars de Washington State.

## NBA

### Kings de Sacrarmento (2007-2010)
Hawes est drafté en 10e position de la draft 2007 de la NBA par les Kings de Sacramento.

### Sixers de Philadelphie (2010-février 2014)
Il joue trois saisons pour le club avant d'être envoyé aux 76ers de Philadelphie avec Andres Nocioni en échange de Samuel Dalembert. Après deux saisons, il renégocie son contrat pour deux ans de plus et 13 millions de dollars.

### Cavaliers de Cleveland (février-juillet 2014)
Le 20 février 2014, il est transféré aux Cavaliers de Cleveland contre Earl Clark, Henry Sims et deux futurs seconds tours de draft.

### Clippers de Los Angeles (2014-2015)
Le 4 juillet 2014, il signe un contrat de quatre ans chez les Clippers de Los Angeles.

### Hornets de Charlotte (2015-2017)
Le 16 juin 2015, il est transféré aux Hornets de Charlotte avec Matt Barnes en échange de Lance Stephenson.

### Bucks de Milwaukee (2017)
Il est coupé en septembre 2017.

### Retour en G-League (2019)
Il signe en mars 2019 jusqu'à la fin de la saison avec les Lakers de South Bay, équipe de développement des Lakers de Los Angeles. Premier contrat après son départ des Bucks.

### Tentative de retour pour la saison 2019-2020.
Durant l'été 2019, il est mis à l'essai par les 76ers de Philadelphie. Mais la franchise de Pennsylvanie ne le retient pas.

### Records personnels sur une rencontre
Les records personnels de Spencer Hawes officiellement recensés par la NBA sont les suivants :
| Type de statistique        | Saison régulière | Saison régulière        | Saison régulière | Playoffs | Playoffs            | Playoffs      |
| Type de statistique        | Record           | Adversaire              | Date             | Record   | Adversaire          | Date          |
| -------------------------- | ---------------- | ----------------------- | ---------------- | -------- | ------------------- | ------------- |
| Points                     | 30               | @ Lakers de Los Angeles | 1er janvier 2010 | 22       | Bulls de Chicago    | 6 mai 2012    |
| Paniers marqués            | 12               | @ Lakers de Los Angeles | 1er janvier 2010 | 9        | Bulls de Chicago    | 6 mai 2012    |
| Paniers tentés             | 20               | @ Lakers de Los Angeles | 1er janvier 2010 | 15       | Bulls de Chicago    | 4 mai 2012    |
| Paniers à 3 points réussis | 4                | 6 fois                  |                  | 1        | 2 fois              |               |
| Paniers à 3 points tentés  | 10               | Thunder d'Oklahoma City | 20 mars 2014     | 2        | Bulls de Chicago    | 6 mai 2012    |
| Lancers francs réussis     | 8                | @ Mavericks de Dallas   | 18 décembre 2012 | 6        | Bulls de Chicago    | 4 mai 2012    |
| Lancers francs tentés      | 8                | 2 fois                  |                  | 6        | Bulls de Chicago    | 4 mai 2012    |
| Rebonds offensifs          | 7                | 2 fois                  |                  | 3        | @ Celtics de Boston | 21 mai 2012   |
| Rebonds défensifs          | 14               | 3 fois                  |                  | 12       | @ Bulls de Chicago  | 8 mai 2012    |
| Rebonds totaux             | 17               | Bucks de Milwaukee      | 27 mars 2013     | 14       | @ Bulls de Chicago  | 8 mai 2012    |
| Passes décisives           | 9                | 3 fois                  |                  | 4        | @ Heat de Miami     | 27 avril 2011 |
| Interceptions              | 6                | @ Hawks d'Atlanta       | 4 avril 2014     | 1        | 4 fois              |               |
| Contres                    | 7                | Pacers d'Indiana        | 16 mars 2013     | 3        | Bulls de Chicago    | 6 mai 2012    |
| Balles perdues             | 6                | 4 fois                  |                  | 4        | @ Celtics de Boston | 14 mai 2012   |
| Minutes jouées             | 44               | 4 fois                  |                  | 36       | 2 fois              |               |

- Double-double : 84 (au 08/01/2015)
- Triple-double : aucun.